# シュテファン・フロイデンベルク
シュテファン・フロイデンベルク（Stefan Freudenberg）は旧西ドイツの柔道選手。階級は86kg級。

## 人物
1988年のソウルオリンピックには出場できなかった。世界学生86kg級では3位になった。1989年の世界選手権86kg級では銅メダルを獲得した。

## 主な戦績
- 1988年 - ドイツ国際　3位
- 1988年 - 世界軍人選手権大会　2位
- 1988年 - 世界学生　3位
- 1989年 - オランダ国際　2位
- 1989年 - オーストリア国際　2位
- 1989年 - 世界選手権　3位
- 1990年 - ドイツ国際　3位